# 34183 Yeshdoctor
34183 Yeshdoctor este o planetă minoră (asteroid) din centura de asteroizi. A fost descoperită pe 24 august 2000 la Experimental Test Site⁠(d) de Lincoln Near-Earth Asteroid Research. 
Obiectul prezintă o orbită caracterizată de o semiaxă mare de 3,1291851 UAi, o excentricitate de 0,18, o înclinație de 0,24588 ° în raport cu ecliptica.